# Гора (Виноградовский район)
Гора́ — деревня в Виноградовском районе Архангельской области. Входит в состав Моржегорского сельского поселения, хотя сначала планировалось создать МО «Шастозерское» с центром в деревне Уйта.

## География
Посёлок расположен в среднем течении Северной Двины, на левом берегу. Ниже деревни по течению Северной Двины находится посёлок Рязаново, выше — деревня Шастки. Рядом с посёлком проходит автомобильная трасса М-8 «Холмогоры» (Москва — Архангельск). Через деревню проходит автодорога «Моржегоры — Родионовская — Власьевская — Усть-Морж — Хетово — Рязаново — Гора — Шастки — Уйта».

## Население
| 2002 | 2009 | 2010 | 2012 |
| ---- | ---- | ---- | ---- |
| 53   | ↘49  | ↘34  | ↗35  |

В 2009 году числилось 49 чел., в том числе 26 пенсионеров.

### Карты
- [mapp38.narod.ru/map1/index25.html P-38-39,40. (Лист Усть-Ваеньга)]
- Гора. Публичная кадастровая карта
- Гора на карте Wikimapia Архивировано 25 августа 2011 года.